# Ceilloux
Ceilloux ist eine französische Gemeinde mit 174 Einwohnern (Stand: 1. Januar 2022) im Département Puy-de-Dôme in der Region Auvergne-Rhône-Alpes (vor 2016 Auvergne). Domaize gehört zum Arrondissement Ambert und zum Kanton Les Monts du Livradois (bis 2015 Saint-Dier-d’Auvergne).

## Lage
Ceilloux liegt etwa 36 Kilometer ostsüdöstlich von Clermont-Ferrand in der Limagne. Umgeben wird Ceilloux von den Nachbargemeinden Domaize im Norden und Nordosten, Cunlhat im Osten, Auzelles im Süden sowie Saint-Dier-d’Auvergne im Westen.

## Bevölkerungsentwicklung
| Jahr                       | 1962 | 1968 | 1975 | 1982 | 1990 | 1999 | 2006 | 2013 |
| Einwohner                  | 253  | 221  | 188  | 164  | 145  | 151  | 156  | 165  |
| Quellen: Cassini und INSEE |      |      |      |      |      |      |      |      |

## Sehenswürdigkeiten
- Kirche Notre-Dame-de-l’Assomption aus dem 15./16. Jahrhundert, Monument historique seit 1972